# Grand Haven
Grand Haven är en hamnstad i Ottawa County i delstaten Michigan, USA, vid Grand Rivers mynning i Michigansjön. Grand Haven är administrativ huvudort (county seat) i Ottawa County. 